# Mason Mohler
Mason Mohler ist ein Personenkraftwagen. Hersteller war die Mason Motor Company aus den USA.

## Beschreibung
Die Mason Motor Company steckte 1913 in finanziellen Schwierigkeiten. Ab Sommer 1913 bot sie dieses Modell an, das dem Modelljahr 1914 zugerechnet wurde. Es war das am stärksten motorisierte Fahrzeug im Sortiment. 1914 gab Mason die Produktion auf.
Das Fahrzeug hat einen Vierzylindermotor von Duesenberg. Er ist mit 65 PS angegeben. Er ist zeittypisch vorn im Fahrgestell eingebaut und treibt die Hinterachse an.
Das Fahrgestell hat 3251 mm Radstand. Zur Wahl standen ein Roadster zu 3000 US-Dollar und ein Coupé für 3150 Dollar.